# 페르콥시스과

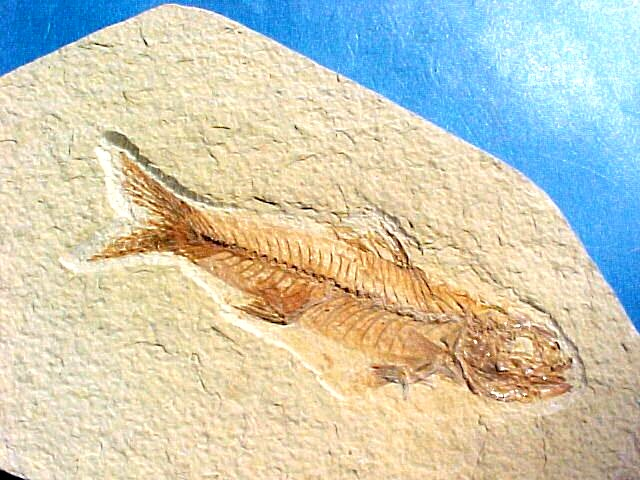
Amphiplaga brachyptera

페르콥시스과(Percopsidae)는 측극기류 연농어목에 속하는 조기어류과의 하나이다. 북아메리카에 서식하는 2종을 포함하는 현존하는 유일속과 멸종된 2개 속이 알려져 있다. 약한 지느러미 등뼈를 가진 작은 물고기로 기름지느러미는 숭어의 기름지느러미를 닮았다. 곤충과 작은 갑각류를 먹는다.

## 하위 속
- † Amphiplaga
- † Libotonius
- 페르콥시스속 (Percopsis)